# 克里斯蒂娜·马耶吕
克里斯蒂娜·马耶吕（法語：Christine Majerus，1987年2月25日—），卢森堡女子自行车运动员，2011年欧洲小国运动会女子公路赛金牌得主、2013年欧洲小国运动会女子公路赛、计时赛和山地赛金牌得主、2018年世界公路自行车锦标赛女子团体计时赛银牌得主。